# Watashi o Tabetai, Hito de Nashi
Watashi o Tabetai, Hito de Nashi (私を喰べたい、ひとでなし?),  conocida como This Monster Wants to Eat Me en inglés, es una serie de manga yuri japonesa escrito e ilustrado por Sai Naekawa. La serie sigue a Hinako, una chica normal, y a Shiori, una sirena que desea comérsela algún día.
Se publica por entregas en la revista Dengeki Maoh de ASCII Media Works desde agosto de 2020 y está licenciado en inglés por Yen Press. Una adaptación al anime producida por Studio Lings fue anunciada y se estrenará en 2025.

## Sinopsis
Desde que perdió a su familia en un accidente, Hinako ha tenido un vago deseo de morir, aunque siente que no puede hacerlo por sí misma. Un día, conoce a una sirena llamada Shiori que le dice a Hinako que su carne y sangre son especialmente deliciosas para los yōkai. Queriendo comerse a Hinako ella misma, Shiori promete protegerla de otros yōkai hasta que esté en su punto más delicioso, momento en el que Shiori la comerá. Debido a sus sentimientos con respecto al accidente, Hinako acepta este destino.

## Personajes
Hinako Yaotose (八百歳 比名子 Yaotose Hinako?)
Seiyū: Reina Ueda
Shiori Oumi (近江 汐莉 Oumi Shiori?)
Seiyū: Yui Ishikawa
Miko Yashiro (社 美胡 Yashiro Miko?)
Seiyū: Fairouz Ai

## Contenido de la obra

### Manga
Siendo escrita e ilustrada por Sai Naekawa, Watashi o Tabetai, Hito de Nashi se publica por entregas en la revista Dengeki Maoh de ASCII Media Works desde el 27 de agosto de 2020. La serie se ha recopilado en diez volúmenes tankōbon a partir de mayo de 2025.
La serie tiene licencia para su lanzamiento en inglés en Norteamérica a través de Yen Press.
| Volúmenes de manga publicados | Volúmenes de manga publicados | Volúmenes de manga publicados |
| Número                        | Fecha de lanzamiento          | ISBN                          |
| ----------------------------- | ----------------------------- | ----------------------------- |
| 1                             | 27 de febrero de 2021         | ISBN 978-4-04-913658-6        |
| 2                             | 25 de junio de 2021           | ISBN 978-4-04-913873-3        |
| 3                             | 27 de noviembre de 2021       | ISBN 978-4-04-914079-8        |
| 4                             | 27 de mayo de 2022            | ISBN 978-4-04-914429-1        |
| 5                             | 26 de septiembre de 2022      | ISBN 978-4-04-914606-6        |
| 6                             | 27 de marzo de 2023           | ISBN 978-4-04-914947-0        |
| 7                             | 25 de agosto de 2023          | ISBN 978-4-04-915196-1        |
| 8                             | 26 de febrero de 2024         | ISBN 978-4-04-915531-0        |
| 9                             | 25 de octubre de 2024         | ISBN 978-4-04-916065-9        |
| 10                            | 27 de mayo de 2025            | ISBN 978-4-04-916495-4        |

### Anime
El 21 de octubre de 2024 se anunció una adaptación televisiva en formato anime. La serie será producida por Studio Lings y dirigida por Yūsuke Suzuki, con Naoyuki Kuzuya como director en jefe, Mitsutaka Hirota escribiendo los guiones, Sō Ikuyama diseñando los personajes y Keiji Inai componiendo la banda sonora. La serie se estrenará el 2 de octubre de 2025 en AT-X y otras cadenas. El tema de apertura es el tema de apertura "nie" interpretado por Yoshino, mientras que el tema de cierre es "LiLy" interpretado por Reina Ueda como su personaje Hinako Yaotose. Crunchyroll obtuvo la licencia de la serie en América del Norte, América Central, América del Sur, Europa, África, Oceanía, Oriente Medio y CEI.

## Recepción
Erica Friedman de Yuricon le dio al primer volumen una crítica positiva en general, señalando que el final del primer volumen "contiene una escena tan espeluznante y violenta que debería haberme sorprendido y asqueado un poco, pero tanto el arte como la historia funcionan tan bien que fue simplemente una escena asombrosamente excelente".
Adam Symchuk de Asian Movie Pulse escribió sobre la serie que era una "pieza complementaria perfecta para el aclamado título de terror BL "Hikaru ga Shinda Natsu", y que debido a sus fechas de lanzamiento cercanas, puede ser difícil para los lectores no hacer comparaciones entre los dos. Amplió aún más que Watashi o Tabetai, Hito de Nashi es una "versión un poco menos profunda y visualmente impactante [de Hikaru ga Shinda Natsu pero] será un regalo bienvenido para muchos que todavía están deseando más terror mezclado con romance".